# فورموست (ألبرتا)
فورموست (بالإنجليزية: Foremost, Alberta)‏ هي قرية تقع في كندا في ألبرتا. يقدر عدد سكانها بـ 526 نسمة ومساحتها 1.89 كم2 وترتفع عن سطح البحر 889 متر.

## المناخ
يظهر الجدول التالي التغييرات المناخية على مدار السنة لفورموست:
| البيانات المناخية لـفورموست       | البيانات المناخية لـفورموست | البيانات المناخية لـفورموست | البيانات المناخية لـفورموست | البيانات المناخية لـفورموست | البيانات المناخية لـفورموست | البيانات المناخية لـفورموست | البيانات المناخية لـفورموست | البيانات المناخية لـفورموست | البيانات المناخية لـفورموست | البيانات المناخية لـفورموست | البيانات المناخية لـفورموست | البيانات المناخية لـفورموست | البيانات المناخية لـفورموست |
| الشهر                             | يناير                       | فبراير                      | مارس                        | أبريل                       | مايو                        | يونيو                       | يوليو                       | أغسطس                       | سبتمبر                      | أكتوبر                      | نوفمبر                      | ديسمبر                      | المعدل السنوي               |
| --------------------------------- | --------------------------- | --------------------------- | --------------------------- | --------------------------- | --------------------------- | --------------------------- | --------------------------- | --------------------------- | --------------------------- | --------------------------- | --------------------------- | --------------------------- | --------------------------- |
| الدرجة القصوى °م (°ف)             | 19.1 (66.4)                 | 22.0 (71.6)                 | 27.0 (80.6)                 | 31.1 (88.0)                 | 35.0 (95.0)                 | 38.9 (102.0)                | 41.1 (106.0)                | 40.6 (105.1)                | 36.7 (98.1)                 | 32.2 (90.0)                 | 25.0 (77.0)                 | 17.8 (64.0)                 | 41.1 (106.0)                |
| متوسط درجة الحرارة الكبرى °م (°ف) | −1.0 (30.2)                 | 1.6 (34.9)                  | 6.4 (43.5)                  | 13.6 (56.5)                 | 18.9 (66.0)                 | 23.0 (73.4)                 | 26.8 (80.2)                 | 26.8 (80.2)                 | 20.5 (68.9)                 | 13.7 (56.7)                 | 4.2 (39.6)                  | −0.4 (31.3)                 | 12.8 (55.0)                 |
| المتوسط اليومي °م (°ف)            | −7.0 (19.4)                 | −4.8 (23.4)                 | 0.0 (32.0)                  | 6.4 (43.5)                  | 11.6 (52.9)                 | 15.8 (60.4)                 | 18.8 (65.8)                 | 18.7 (65.7)                 | 12.8 (55.0)                 | 6.5 (43.7)                  | −1.8 (28.8)                 | −6.3 (20.7)                 | 5.9 (42.6)                  |
| متوسط درجة الحرارة الصغرى °م (°ف) | −13.1 (8.4)                 | −11.1 (12.0)                | −6.4 (20.5)                 | −0.8 (30.6)                 | 4.3 (39.7)                  | 8.6 (47.5)                  | 10.8 (51.4)                 | 10.6 (51.1)                 | 5.2 (41.4)                  | −0.7 (30.7)                 | −7.7 (18.1)                 | −12.3 (9.9)                 | −1.1 (30.0)                 |
| أدنى درجة حرارة °م (°ف)           | −42.0 (−43.6)               | −40.0 (−40.0)               | −35.0 (−31.0)               | −22.2 (−8.0)                | −11.1 (12.0)                | −9.4 (15.1)                 | −5.6 (21.9)                 | −1.1 (30.0)                 | −12.2 (10.0)                | −28.0 (−18.4)               | −38.0 (−36.4)               | −43.3 (−45.9)               | −43.3 (−45.9)               |
| الهطول مم (إنش)                   | 19.8 (0.78)                 | 13.7 (0.54)                 | 29.0 (1.14)                 | 26.0 (1.02)                 | 55.1 (2.17)                 | 73.0 (2.87)                 | 39.7 (1.56)                 | 40.2 (1.58)                 | 44.0 (1.73)                 | 17.4 (0.69)                 | 18.3 (0.72)                 | 19.7 (0.78)                 | 396.0 (15.59)               |
| معدل هطول الأمطار مم (إنش)        | 0.1 (0.00)                  | 0.0 (0.0)                   | 3.2 (0.13)                  | 17.1 (0.67)                 | 49.4 (1.94)                 | 73.0 (2.87)                 | 39.7 (1.56)                 | 39.8 (1.57)                 | 43.6 (1.72)                 | 12.1 (0.48)                 | 1.3 (0.05)                  | 0.6 (0.02)                  | 279.9 (11.02)               |
| متوسط تساقط الثلوج سم (إنش)       | 19.7 (7.8)                  | 13.7 (5.4)                  | 25.8 (10.2)                 | 8.9 (3.5)                   | 5.7 (2.2)                   | 0.0 (0.0)                   | 0.0 (0.0)                   | 0.3 (0.1)                   | 0.4 (0.2)                   | 5.4 (2.1)                   | 17.0 (6.7)                  | 19.1 (7.5)                  | 116.1 (45.7)                |
| المصدر: Environment Canada        |                             |                             |                             |                             |                             |                             |                             |                             |                             |                             |                             |                             |                             |